# Llandovery (epok)
| Silur 444 miljoner – 419 miljoner år före nutid | Silur 444 miljoner – 419 miljoner år före nutid | Silur 444 miljoner – 419 miljoner år före nutid | Silur 444 miljoner – 419 miljoner år före nutid |
| Period (System)                                 | Epok (Serie)                                    | Ålder (Etage)                                   | Miljoner år sedan                               |
| ----------------------------------------------- | ----------------------------------------------- | ----------------------------------------------- | ----------------------------------------------- |
| Devon                                           | Äldre devon                                     | Lochkov                                         | senare                                          |
| Silur                                           | Pridoli                                         | Pridoli                                         | 423–419                                         |
| Silur                                           | Ludlow                                          | Ludford                                         | 426–423                                         |
| Silur                                           | Ludlow                                          | Gorsty                                          | 427–426                                         |
| Silur                                           | Wenlock                                         | Homer                                           | 430–427                                         |
| Silur                                           | Wenlock                                         | Sheinwood                                       | 433–430                                         |
| Silur                                           | Llandovery                                      | Telych                                          | 438–433                                         |
| Silur                                           | Llandovery                                      | Aeron                                           | 441–438                                         |
| Silur                                           | Llandovery                                      | Rhuddan                                         | 444–441                                         |
| Ordovicium                                      | Yngre ordovicium                                | Hirnant                                         | tidigare                                        |

Llandovery är den äldsta geologiska epoken inom silur och spänner mellan 444 och 428 miljoner år sedan. Under Llandovery återhämtade sig jorden efter den hirnantiska nedisningen. Den globala havsnivån steg och djur och växtlivet återhämtade sig. Epoken är uppkallad efter orten Llandovery i Wales.

## Epoken i jordens kronologi
| Geokronologi                  | Geokronologi                  | Geokronologi                  | Geokronologi                   |
| Denna tabell: visa • redigera | Denna tabell: visa • redigera | Denna tabell: visa • redigera | Denna tabell: visa • redigera  |
| Eon                           | Era                           | Period                        | Epok                           |
| ----------------------------- | ----------------------------- | ----------------------------- | ------------------------------ |
| Fanerozoikum                  | Kenozoikum                    | Kvartär                       | Holocen (0,01–0)               |
| Fanerozoikum                  | Kenozoikum                    | Kvartär                       | Pleistocen (2,59–0,01)         |
| Fanerozoikum                  | Kenozoikum                    | Neogen                        | Pliocen (5–2,6)                |
| Fanerozoikum                  | Kenozoikum                    | Neogen                        | Miocen (23–5)                  |
| Fanerozoikum                  | Kenozoikum                    | Paleogen                      | Oligocen (35–23)               |
| Fanerozoikum                  | Kenozoikum                    | Paleogen                      | Eocen (57–35)                  |
| Fanerozoikum                  | Kenozoikum                    | Paleogen                      | Paleocen (65–57)               |
| Fanerozoikum                  | Mesozoikum                    | Krita                         | Yngre krita (100–65)           |
| Fanerozoikum                  | Mesozoikum                    | Krita                         | Äldre krita (146–100)          |
| Fanerozoikum                  | Mesozoikum                    | Jura                          | Yngre jura (161–146)           |
| Fanerozoikum                  | Mesozoikum                    | Jura                          | Mellersta jura (176–161)       |
| Fanerozoikum                  | Mesozoikum                    | Jura                          | Äldre jura (200–176)           |
| Fanerozoikum                  | Mesozoikum                    | Trias                         | Yngre trias (228–200)          |
| Fanerozoikum                  | Mesozoikum                    | Trias                         | Mellersta trias (245–228)      |
| Fanerozoikum                  | Mesozoikum                    | Trias                         | Äldre trias (251–245)          |
| Fanerozoikum                  | Paleozoikum                   | Perm                          | Loping (260–251)               |
| Fanerozoikum                  | Paleozoikum                   | Perm                          | Guadalupe (271–260)            |
| Fanerozoikum                  | Paleozoikum                   | Perm                          | Cisural (299–271)              |
| Fanerozoikum                  | Paleozoikum                   | Karbon                        | Pennsylvania (318–299)         |
| Fanerozoikum                  | Paleozoikum                   | Karbon                        | Mississippi (359–318)          |
| Fanerozoikum                  | Paleozoikum                   | Devon                         | Yngre devon (385–359)          |
| Fanerozoikum                  | Paleozoikum                   | Devon                         | Mellersta devon (398–385)      |
| Fanerozoikum                  | Paleozoikum                   | Devon                         | Äldre devon (416–398)          |
| Fanerozoikum                  | Paleozoikum                   | Silur                         | Pridoli (419–416)              |
| Fanerozoikum                  | Paleozoikum                   | Silur                         | Ludlow (423–419)               |
| Fanerozoikum                  | Paleozoikum                   | Silur                         | Wenlock (428–423)              |
| Fanerozoikum                  | Paleozoikum                   | Silur                         | Llandovery (444–428)           |
| Fanerozoikum                  | Paleozoikum                   | Ordovicium                    | Yngre ordovicium (461–444)     |
| Fanerozoikum                  | Paleozoikum                   | Ordovicium                    | Mellersta ordovicium (472–461) |
| Fanerozoikum                  | Paleozoikum                   | Ordovicium                    | Äldre ordovicium (488–472)     |
| Fanerozoikum                  | Paleozoikum                   | Kambrium                      | Furong (497–485)               |
| Fanerozoikum                  | Paleozoikum                   | Kambrium                      | Miaoling (509–497)             |
| Fanerozoikum                  | Paleozoikum                   | Kambrium                      | Kambriums serie 2 (521–509)    |
| Fanerozoikum                  | Paleozoikum                   | Kambrium                      | Terreneuve (541–521)           |
| Proterozoikum                 | Neoproterozoikum              | Ediacara                      |                                |
| Proterozoikum                 | Neoproterozoikum              | Kryogenium                    |                                |
| Proterozoikum                 | Neoproterozoikum              | Tonium                        |                                |
| Proterozoikum                 | Mesoproterozoikum             | Stenium                       |                                |
| Proterozoikum                 | Mesoproterozoikum             | Ecstasium                     |                                |
| Proterozoikum                 | Mesoproterozoikum             | Kalymmium                     |                                |
| Proterozoikum                 | Paleoproterozoikum            | Staterium                     |                                |
| Proterozoikum                 | Paleoproterozoikum            | Orosirium                     |                                |
| Proterozoikum                 | Paleoproterozoikum            | Ryacium                       |                                |
| Proterozoikum                 | Paleoproterozoikum            | Siderium                      |                                |
| Arkeikum                      | Neoarkeikum                   |                               |                                |
| Arkeikum                      | Mesoarkeikum                  |                               |                                |
| Arkeikum                      | Paleoarkeikum                 |                               |                                |
| Arkeikum                      | Eoarkeikum                    |                               |                                |
| Hadeikum                      |                               |                               |                                |

Teckenförklaring: Tidsintervallet inom parenteser representerar miljoner år sedan då epoken varade.